# PKP-Baureihe SA104
Die Baureihe SA104 war ein Triebwagen der Polnischen Staatsbahn (PKP) für den Regional- und Vorortverkehr auf nicht elektrifizierten Nebenstrecken. Das Fahrzeug besaß eine dieselmechanische Antriebsanlage, es wurde von Kolzam in Racibórz nur ein Exemplar gefertigt. Der Triebwagen war bis 2013 im Einsatz und wurde nach einem Defekt und anschließendem Brand ausgemustert. Er ist im Denkmalsregister des Landes eingetragen.

## Geschichte
Nachdem ZNTK in Poznań mit dem Typ 207M / SA101 1990 ein Neubaumodell vorgestellt hatte, sah sich auch Kolzam in Racibórz veranlasst, seine Reihe SN81 zu überarbeiten und ein Modell mit mehr Komfort anzubieten. 1995 wurde der Prototyp SA104/SA122 001 mit einem größeren Platzangebot und einer modernen Vakuumtoilette vorgestellt. Im Aussehen glich der Wagen weitgehend dem Vorgängermodell, hatte jedoch eine weitere Antriebsachse. Von dem Fahrzeug ohne Niederflurteil wurde nur ein Exemplar gefertigt.
Nach der Erprobung kam der Wagen 1996 in die Woiwodschaft Karpatenvorland und bediente dort Strecken um Jasło. Später war er auf Strecken um Kraków im Dienst. Danach war er nach einer Aufarbeitung in Kędzierzyn-Koźle im Einsatz und wurde dann nach Gdynia abgegeben. Dort erlitt er 2013 einen Brandschaden, bei dem er beschädigt wurde und nicht mehr einsatzfähig ist. Das Fahrzeug ist im Denkmalregister des Landes eingetragen.

## Technische Merkmale
Das zweiteilige Fahrzeug mit einem fest miteinander verbundenen Motor- und Steuerwagen besteht im Wesentlichen aus den Komponenten des SN81. Es besitzt eine geräumigere Innenausstattung und bei besserem Platzangebot eine Vakuumtoilette.
Der Wagen ist wesentlich stärker als das Vorgängermodell und wurde von einem Dieselmotor 6R183AA12H mit einer Leistung von 157 kW von MTU Friedrichshafen angetrieben. Die Kraftübertragung geschah über ein Strömungsgetriebe von ZF Friedrichshafen. Er erreichte eine Geschwindigkeit von 90 km/h.